# بادورا
بادورا (به لاتین: Badura) یک منطقهٔ مسکونی در بنگلادش است که در ناحیه برگونه واقع شده‌است.